# زبان راجستانی
راجستانی (به دیواناگری:  राजस्थानी) یک زنجیره گویشی هندوآریایی است که پیرامون بیست میلیون گویشور آن در راجستان و ایالت‌های همسایهٔ آن در هند و نیز بخش‌هایی از پاکستان می‌زیند.
در هند برای نگارش راجستانی از خط دیواناگری بهره‌می‌برند، در پاکستان ولی از خطی -که برای نگارش زبان سندی کاربرددارد- برای کتابت این زبان بهره‌می‌برند.